# Pântanos de Doubaiazete
Os pântanos de Doubaiazete (em turco: Doğubayazıt Sazlığı) são uma zona úmida no nordeste da Turquia, nas encostas ocidentais do monte Ararate. Situa-se entre o monte Zor (3 196 metros), um ramo das montanhas Aras, a norte-noroeste, o monte Aquiaila (2 543 metros) e o monte Tendureque a sul, e o Ararate a nordeste. A bacia é separada do sulco Doubaiazete-Gurbulaque a sudeste por um limiar de materiais vulcânicos. Consiste em grandes e pequenas nascentes de água doce localizadas numa bacia de depressão, com vegetação constituída por grandes juncos. O lago Saz perto da aldeia de Carabulaque é um dos seus maiores corpos de água.